# VisualAge
VisualAge（ビジュアルエイジ）は、IBMによって開発された統合開発環境(IDE)のファミリーの名称であり、コンピュータ用の多数のプログラミング言語に対応した。VisualAgeの中からEclipseが生まれ、大半の製品はWebSphere Studio Application Developer、更にRational Application Developerに引き継がれた

## 名称
VisualAge の名称は開発チームのメンバー間のコンテストにより選ばれた。最初にリリースされたVisualAge for Smalltalk 以後、VisualAgeの名称はSmalltalkを含む、複数の言語およびプラットフォームに共通のブランド名称となった。個々の製品名は「IBM VisualAge for Smalltalk」、「IBM COBOL for OS/390」などである。

## 製品
主な製品（対応言語）は以下である。製品名称はメインフレーム系を除いて途中から「for」が入るようになった。
- VisualAge BASIC (VisualAge for BASIC)
- VisualAge COBOL
- VisualAge C++ (C、C++、VisualAge for C++)
- VisualAge Generator （COBOL風の簡易言語、Cross System Productの後継、Plug-inでEnterprise Generation Language(EGL)もサポート）
- VisualAge Java (VisualAge for Java)
- VisualAge Pacbase
- VisualAge PL/I
- VisualAge RPG
- VisualAge TPF
- VisualAge Smalltalk (VisualAge for Smalltalk)
- 関連製品
  - XL Fortran

対応プラットフォーム（全言語が全プラットフォームで使用可能ではない）
- AIX
- OS/2
- i5/OS （OS/400の後継）
- Linux
- Mac OS X
- Windows
- z/OS （MVS、OS/390の後継)
- z/VSE
- z/VM

## 歴史

### 初期
VisualAge はノースカロライナ州のケーリー(Cary)にあるIBMの開発研究所で生まれた。研究所 (The Cary lab) は1984年に設立され、当時は主にニューヨーク州ポケプシーからIBM社員が移動した。研究所はアプリケーションプログラム開発ツールの責任を持ち、327x端末用のISPFのユーザーインターフェース要素の、パーソナルコンピュータ向けの派生製品であるThe EZ View dialog managerはその製品の1つである。研究所はまた、ちょうど幅広く使い始め出されたグラフィカルユーザインタフェースを更に洗練させて、アプリケーション開発のためのIBM社内でClassCと呼ばれた言語を開発するために、オブジェクト指向技術を早期に適用したグループも抱えていた。IBMのSmalltalkに関する上級技術プロジェクトにより、遂にIBM PC ATクラスのマシン向けに、Smalltalk用の実用的な実装が使用可能になった。
ほぼ同時期に、ビジュアルなインターフェースを持つ構成ツールが登場してきた。IBMのDavid N. SmithによるInterConsなどのSmalltalk研究プロジェクトや、Dan Ingalls率いるAppleのFabrikなどであり、アプリケーションの対話的でグラフィカルな開発を進めていた。ユーザーインターフェースのより高レベルの構成には、Jean Marie HulotによるLISP用のツールがあり、後にNeXTSTEPやMac OS XのInterface Builderなどになった。これはウィジェットやObjective-Cで書かれたアプリケーションのロジックを結びつけられる、WYSIWYGのユーザーインターフェースでの開発を可能にした。
VisualAgeへつながる最初のプロトタイプは、"to make something like the NeXT interface builder" や、Smalltalk/V 開発環境であった。
1994年にVisualAge for Smalltalkが製品としてリリースされ、アプリケーションロジックのビジュアルな構築という点が強調された。Smalltalkは当時のIBMのSystems Application Architectureでの採用言語ではなかったが、戦略的な位置づけが強調された。

### 発展
VisualAgeファミリーの大半はSmalltalkで書かれた。IBMのSmalltalkの実装は、IBM自身や買収された多数の子会社により、オブジェクト指向で開発された。
VisualAge for Javaは、Smalltalkの仮想機械をベースに、SmalltalkおよびJavaのバイトコードの両方を実行できるように開発された。
VisualAge Micro Editionは、組み込み用のJavaアプリケーション開発や、クロスシステムの開発をサポートし、Java用の統合開発環境の再実装であった。これは後にEclipseとなった。
VisualAgeは現在は開発が終了しており、VisualAgeファミリーの多数の製品はWebSphere Studioファミリーの製品に置き換えられた。オリジナルのVisualAge製品(VisualAge for Smalltalk)は、IBMからInstantiationsにライセンスされ、現在のバージョンはVA Smalltalkと呼ばれている。AIX、Linux、z/OS向けのC、C++、Fortranコンパイラは、XL compilerシリーズと改名された。

## 参照
1. ↑  http://talklikeaduck.denhaven2.com/articles/2008/10/15/will-it-go-round-in-circles IBM, Smalltalk and VisualAge